# Felix Finkbeiner
Felix Finkbeiner (né le 8 octobre 1997) est un écologiste allemand et le fondateur de l'organisation internationale de plantation d'arbres et de défense de l'environnement Plant-for-the-Planet .

## Vie et étude
Finkbeiner est le fils de Frithjof Finkbeiner  et de Karolin Finkbeiner, avec deux sœurs. Il a grandi dans les villes bavaroises de Pähl et Uffing am Staffelsee en Allemagne . À partir de la quatrième année, il a fréquenté l'école internationale de Munich dont il a obtenu son diplôme en 2015. Après avoir vécu à Londres pendant trois ans, il a obtenu un diplômes en relations internationales de SOAS, Université de Londres en 2018. Depuis septembre 2018, il a son doctorat en sciences de l'environnement au Crowther Lab de l' ETH Zürich, où il étudie les approches les plus efficaces de la restauration des forêts sous la direction du Prof. Tom Crowther.

## Plant-for-the-Planet
En janvier 2007, alors que Finkbeiner avait neuf ans, il fait une présentation en classe sur le réchauffement climatique dans laquelle il a suggéré à ses camarades de classe que les enfants devraient planter un million d'arbres dans chaque pays du monde. Avec beaucoup de ses camarades de classe, Félix a planté un arbre le 28 mars 2007 et lancé Plant-for-the-Planet . Après trois ans, la fondation a planté son millionième arbre. À 10 ans, il a pris la parole au Parlement européen et à 13 ans à l'Assemblée générale de l'Organisation Nations unies.
Une décennie plus tard, il dirige une organisation comptant 130 employés à l'international et 70 000 membres dans 67 pays. Plant-for-the-Planet a accueilli plus de 1200 académies au cours desquelles des participants de 10 à 14 ans découvrent le réchauffement climatique et l'importance des arbres, s'exercent à parler en public et élaborent des plans sur la manière dont ils veulent contribuer à lutter contre le réchauffement climatique.
L'organisation restaure actuellement 22 500 hectares de forêt sur la péninsule du Yucatán au Mexique en plantant en moyenne un arbre toutes les 15 secondes. En outre, Plant-for-the-Planet dirige la Campagne Un milliard d'arbres de l'ONU, dans le cadre de laquelle 14 milliards d'arbres ont été plantés jusqu'à présent par des entreprises, des organisations et des gouvernements contributeurs.
Le chocolat The Change de Plant-for-the-Planet («Die Gute Schokolade») est vendu dans 20 000 magasins en Allemagne et en Autriche. Le chocolat est équitable et neutre en carbone . Les bénéfices sont utilisés pour financer les efforts de plantation d'arbres au Yucatán. Ainsi, toutes les cinq barres vendues, un arbre est planté.

## Distinctions et récompenses

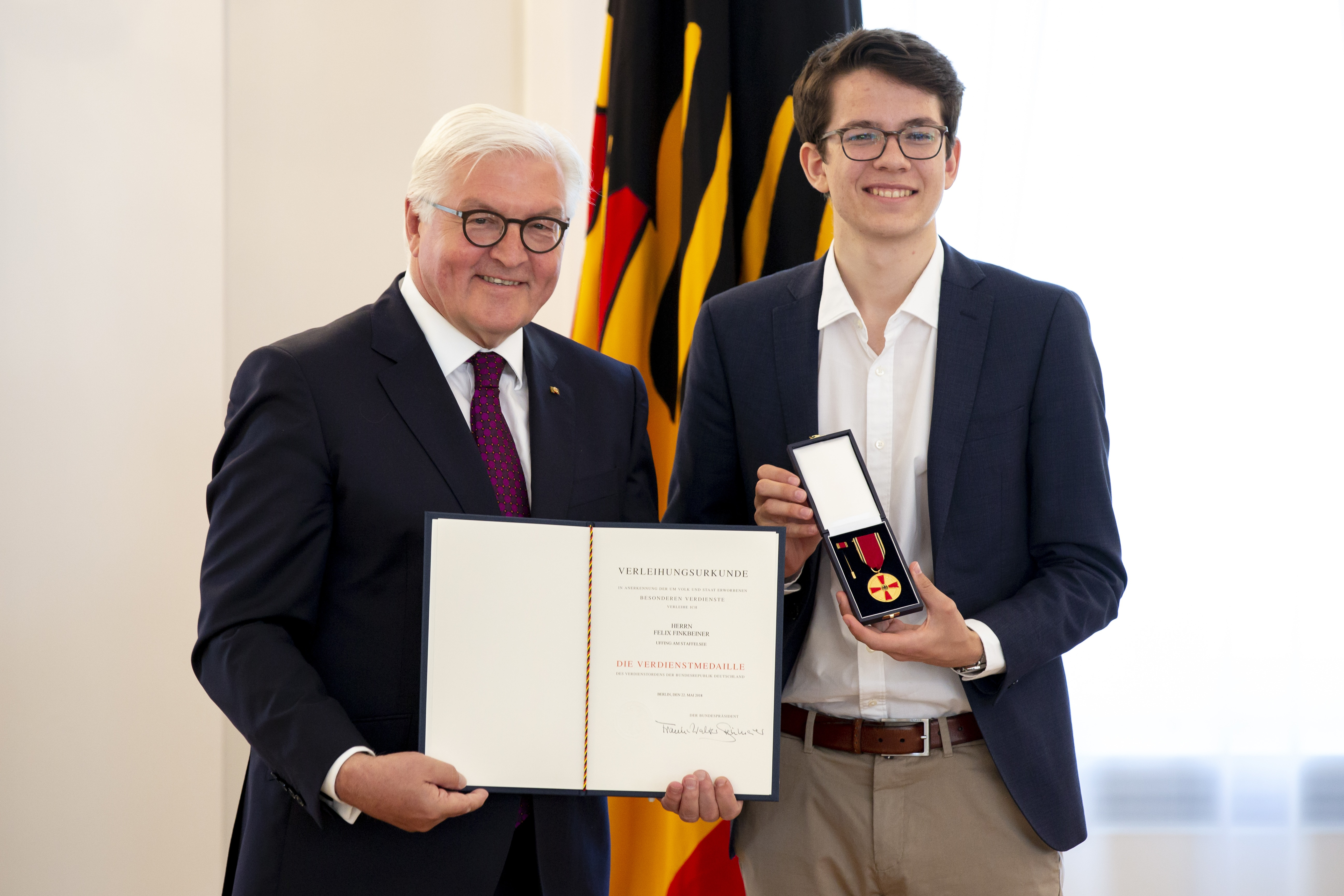
Felix Finkbeiner reçoit l' Ordre du mérite de la République fédérale d'Allemagne des mains du président allemand Frank-Walter Steinmeier

- Ordre du mérite de la République fédérale d'Allemagne 2018, décerné par le président allemand Frank-Walter Steinmeier [5]
- La personne du magazine Focus 2018 est la plus susceptible de façonner les 25 prochaines années [6]
- 2016 L'un des dix jeunes du monde les plus remarquables de JCI [7]
- 2015 Reader's Digest Européen de l’année [8]
- Prix de la culture allemande 2014 [9]
- Prix de la culture citoyenne du Parlement bavarois 2013 [10]
- 2011 L'un des 100 Allemands les plus influents du Focus Magazine [11]
- 2011 Un des 20 géants verts du Guardian [12]
- 2009 Médaille d'État de Bavière pour les mérites environnementaux [13]